# Projekt 23000
Das Projekt 23000, mit dem Decknamen (russisch Шторм Schtorm, deutsch ‚Sturm‘), ist ein russisches Flugzeugträgerprojekt.

## Geschichte
Das Projekt 23000 oder auch Projekt 23000E ist ein 2015 vom staatlichen Krylow-Forschungszentrum für Schiffbau in Sankt Petersburg vorgelegter Plan zur Entwicklung eines großen Flugzeugträgers, für die russischen Marine, wo es die Admiral Kusnezow ablösen soll, oder sonstige Kunden. Die Entwicklungszeit eines solchen Schiffes wird auf 10 bis 15 Jahre geschätzt, wobei mit Kosten von 1,8 bis 5,63 Milliarden US-Dollar (Umrechnungskurs von August 2015) gerechnet wird. Ein maßstabsgetreues Modell des Schiffes wurde erstmals auf einer Rüstungsmesse in Sankt Petersburg vom 1. bis 5. Juli 2015 vorgeführt.
Die russische Marine erklärte etwa im Jahr 2018, den ersten modernen Flugzeugträger mit Nuklearantrieb bis Ende 2030 zu erhalten. Laut dem damaligen stellvertretenden Verteidigungsminister Juri Borissow könnte der Vertrag zum Bau des Flugzeugträgers bis Ende 2025 unterzeichnet werden. Laut Aussage des Direktors des Krylow-Forschungszentrums benötigt die russische Marine perspektivisch mindestens vier solcher Flugzeugträger, um je einen bei der Nord- bzw. Pazifikflotte im ständigen Einsatz haben zu können.
Entwurf:
- Maße (L×B×T): 330 m × 40 m × 11 m
- Verdrängung: 90.000 – 100.000 Tonnen
- Antrieb: konventioneller oder Nuklearantrieb (je nach Besteller)
- Geschwindigkeit: 30 Knoten (max.)
- Seeausdauer: 120 Tage
- Besatzung: 4.000–5.000 Mann

Der Entwurf sieht einen Flugzeugträger mit angewickeltem Flugdeck und Zweiinselkonzept, wie bei der britischen Queen-Elizabeth-Klasse, vor. Weiterhin soll das Schiff über zwei Sprungschanzen (Ski-Jump) und zwei elektromagnetische Katapulte verfügen, womit es eine Mischung aus STOBAR und CATOBAR-Flugzeugträger wäre.
Die mitgeführte Anzahl an Luftfahrzeugen soll 80 bis 90 Maschinen betragen. Mögliche Typen sind Su-57K, MiG-29K, Radarfrühwarnflugzeuge und Ka-27-Marinehubschrauber. Über die weitere mögliche Bewaffnung ist nichts bekannt, aber es ist davon auszugehen das entsprechende Waffensysteme der russischen Marine, wie das S-500-Flugabwehrsystem, Verwendung finden würden.